# رأس لوتكه
رأس لوتكه (بالإنجليزية: Cape Lutke)‏ هو مرتفع بري يقع في جزيرة أونيماك أكبر جزيرة في سلسلة الجزر الأليوتية في ألاسكا ب الولايات المتحدة.
يقع في الساحل الجنوبي من الجزيرة.
سمي باسم ميس ليتكه على اسم المستكشف الروسي الكونت فيودور بيتروفيتش ليتكه، عن طريق هيئة المسح البحري الروسية الإمبرالية عام 1847. واسم (ليتكه) Litke كان الصيغة الروسية من الاسم الألماني (لوتكه) Lütke.